# Шакира
Шаки́ра Исабе́л Меба́рак Рипо́л (на испански: Shakira Isabel Mebarak Ripoll) е колумбийска поп и рок певица със специфичен глас и характерно йоделно звучене.
В началото на кариерата си пее само на испански език и е популярна в Латинска Америка и Испания, по-късно издава и песни от новия си филм на английски. Има над 95 милиона продадени албума. Едни от най-известните ѝ песни са Chantaje, Perro fiel, Me Enamore и други.

## Биография
Шакира (‘Изящна жена’ в превод от арабски) е родена на 2 февруари 1977 година в Баранкиля, Колумбия. Тя е единственото дете на Нидия Рипол (колумбийка) и Уилям Мебарак Шадид (ливанец). Тя има 8 полубратя и полусестри от предишен брак на баща си.
Нейните баба и дядо по бащина линия са емигрирали от Ливан в САЩ, Ню Йорк, където е роден баща ѝ и в резултат има американско гражданство.
От майка си тя има испански (каталонски и кастилски) и италиански произход.
На 13 години Шакира се мести да живее в Богота и издава първия си албум, с име „Magic“, който постига слаб успех и то само в родната ѝ страна. Следващият ѝ албум „Danger“ има същата участ и Шакира се захваща с актьорство. Първата ѝ роля е в колумбийски сериал с името „El Oasis“, но се оказва, че и актьорството не ѝ се отдава. По онова време звукозаписната компания Sony Music продуцира първите ѝ 2 албума и поръчва да напише песен, която да бъде включена в музикалната компилация „Rock en Espanol“. Шакира създава парчето „Dónde Estás Corazón“. Така през 1995 г. отново се завръща към музикалната си кариера и издава албум с името „Pies Descalazos“ („Боси крака“), който включва песента „Dónde Estás Corazón“, и допринася най-после за желания успех на изпълнителката.
Шакира започва съвместна работа с Емилио Естефан Младши по следващия си албум, наречен „Where are the thieves“. Продукцията струва 3 млн. долара и постига небивал успех като всички я определят за най-добрата реализация на Шакира. Най-значимите и успешни изпълнения от албума са „Inevitable“ и световния хит „Ojos Asi“. Съчетанието на рок и латино ритми в този албум го правят много популярен по цял свят и така Шакира е поканена в MTV Unplugged, от където е и live вариантът на „Where are the thieves“. Шакира решава да се насочи към англоговорещия пазар и започва да пише албума „Laundry Service“, който все пак съдържа и няколко песни на испански. Някои сметнали, че английският на Шакира не бил на достатъчно високо ниво, за да създава добри текстове на песните си, но въпреки това албумът ѝ отново постига огромен успех. Сингълът „Whenever, Wherever“, включен в албума, го изстрелва до челните места в топ класациите за 2002 година. Полулярността на Шакира бързо нараства, за това допринася и ефектната хореография на сценичните и танци с многобройни чувствени движения и известна доза арабски ритми.
През същата 2002 г. Шакира издава нов сборен албум с най-големите си хитове “Grandes exitos. Shakira: Live & Off the Record, DVD компилация и диск от нейното турне 2002 – 2003 „Tour of the Mongoose“, издаден през март 2004 година.
През 2005 г. Шакира издава 2 албума. Първият е на испански език, носи името „Fijación Oral Vol. 1“ и излиза на пазара през юни 2005 г. Вторият е английският вариант и излиза на пазара през ноември 2005 г. под името „Oral Fixation Vol. 2“.
През юни 2009 г. издава нов сингъл със заглавие She wolf. Той предшества новия ѝ албум със същото име, който излиза на пазара през октомври 2009 г.
Официалният химн „Уака Уака“ (Shakira, Waka waka) на Световното първенство по Футбол през 2010 г. е изпълнен от Шакира и е приет добродушно за разлика от химна БУМ на Световното първенство по футбол през 2002 г., изпълняван от Анастейша.
През октомври 2010 г. излиза новият ѝ албум, озаглавен „Sale el sol“. Той включва предимно песни на испански, с няколко алтернативни версии на английски. Първият сингъл от албума е „Loca“.
Има две деца – Милан и Саша.

## Социални ангажименти
Шакира оглавява хуманитарна фондация за помощ на деца. Нейното име е „Pies Descalazos“ (в превод: ‘Боси крака’). Фондацията е построила 6 училища в Колумбия и е помогнала на много деца, изгонени в резултат на партизанската война в нейната родина. През октомври 2003 г. UNICEF обявява Шакира за свой световен посланик на добра воля, което я нарежда между най-младите в историята посланици на UNICEF.

## Дискография

### Студийни албуми
- 1991 – Magia
- 1993 – Peligro
- 1996 – Pies Descalzos
- 1998 – Dónde Están Los Ladrones?
- 2001 – Laundry Service
- 2005 – Fijación Oral Vol. 1
- 2005 – Oral Fixation Vol. 2
- 2009 – She Wolf
- 2010 – Sale el Sol
- 2014 – Shakira
- 2017 – El Dorado
- 2024 – Las Mujeres Ya No Lloran

### Компилации
- 1997 – The Remixes
- 2002 – Grandes Éxitos
- 2006 – Oral Fixation Volumes 1&2

### Албуми на живо
- 2000 – MTV Unplugged
- 2004 – Live & Off the Record
- 2007 – Oral Fixation Tour
- 2011 – Live from Paris
- 2019 – Shakira in Concert: El Dorado World Tour

### Сингли
- 1995 – Estoy Aquí
- 1996 – ¿Dónde Estás Corazón?
- 1996 – Pies Descalzos, Sueños Blancos
- 1996 – Un Poco De Amor
- 1997 – Antología
- 1997 – Se Quiere, Se Mata
- 1998 – Ciega, Sordomuda
- 1998 – Tú
- 1998 – Inevitable
- 1999 – No Creo
- 1999 – Ojos Así
- 1999 – Moscas en la Casa
- 2001 – Whenever, Wherever
- 2002 – Underneath Your Clothes
- 2002 – Objection (Tango)
- 2002 – The One
- 2002 – Te Dejo Madrid
- 2002 – Que Me Quedes Tú
- 2005 – La Tortura
- 2005 – No
- 2005 – Don't Bother
- 2006 – Día de Enero
- 2006 – Hips Don't Lie
- 2006 – Illegal
- 2007 – Las de la Intuición
- 2007 – Beautiful Liar
- 2009 – She Wolf
- 2009 – Did It Again
- 2009 – Give It Up to Me
- 2010 – Gypsy
- 2010 – Waka, Waka (This Time for Africa)
- 2010 – Loca
- 2011 – Sale el Sol
- 2011 – Rabiosa
- 2011 – Antes de las Seis
- 2011 – Je l'aime à mourir
- 2012 – Addicted to You
- 2014 – Can't Remember to Forget You
- 2014 – Empire
- 2014 – Medicine
- 2014 – Dare (La La La)
- 2017 – Me Enamorè
- 2017 – Perro Fiel
- 2018 – Trap
- 2018 – Clandestino
- 2018 – Nada
- 2020 – Me Gusta
- 2020 – Girl like me
- 2021 – Don't Wait Up

Промоционални сингли
- 1990 – Magia
- 1991 – Lejos de Tu Amor
- 1991 – Esta Noche Voy Contigo
- 1993 – Peligro
- 1993 – Brujería
- 1993 – Eres
- 1993 – Tú Serás la Historia de Mi Vida

## Видеоклипове
| Видеоклип                        | Премиера | Албум                     |
| -------------------------------- | -------- | ------------------------- |
| Estoy aquí                       | 1996     | Pies descalzos            |
| ¿Dónde estás corazón?            | 1996     | Pies descalzos            |
| Pies descalzos, sueños blancos   | 1997     | Pies descalzos            |
| Un poco de amor                  | 1997     | Pies descalzos            |
| Se quiere, se mata               | 1997     | Pies descalzos            |
| Ciega, sordomuda                 | 1998     | Dónde están los ladrones? |
| Tú                               | 1998     | Dónde están los ladrones? |
| Inevitable                       | 1999     | Dónde están los ladrones? |
| No creo                          | 1999     | Dónde están los ladrones? |
| Ojos así                         | 1999     | Dónde están los ladrones? |
| Whenever, Wherever               | 2001     | Laundry service           |
| Underneath your clothes          | 2002     | Laundry service           |
| Objection (Tango)                | 2002     | Laundry service           |
| Te dejo Madrid                   | 2002     | Laundry service           |
| The one                          | 2002     | Laundry service           |
| Que me quedes tú                 | 2002     | Laundry service           |
| La tortura                       | 2005     | Fijación oral vol. 1      |
| No                               | 2005     | Fijación oral vol. 1      |
| Don't bother                     | 2005     | Oral fixation vol. 2      |
| Día de enero                     | 2006     | Fijación oral vol. 1      |
| Hips don't lie                   | 2006     | Oral fixation vol. 2      |
| Illegal                          | 2006     | Oral fixation vol. 2      |
| Las de la intuición              | 2007     | Fijación oral vol. 1      |
| Hay amores                       | 2008     | -                         |
| She wolf                         | 2009     | She wolf                  |
| Did it again                     | 2009     | She wolf                  |
| Give it up to me                 | 2009     | She wolf                  |
| Gypsy                            | 2010     | She wolf                  |
| Waka waka (This time for Africa) | 2010     | Sale el sol               |
| Loca                             | 2010     | Sale el sol               |
| Sale el sol                      | 2011     | Sale el sol               |
| Rabiosa                          | 2011     | Sale el sol               |
| Todos juntos                     | 2011     | -                         |
| Addicted to you                  | 2012     | Sale el sol               |
| Can't remember to forget you     | 2014     | Shakira                   |
| Empire                           | 2014     | Shakira                   |
| Dare (La la la)                  | 2014     | Shakira                   |
| La la la (Brazil 2014)           | 2014     | Shakira                   |
| Try everything                   | 2016     | -                         |
| La bicicleta                     | 2016     | El Dorado                 |
| Chantaje                         | 2016     | El Dorado                 |
| Me enamoré                       | 2017     | El Dorado                 |
| Perro fiel                       | 2017     | El Dorado                 |
| Trap                             | 2018     | El Dorado                 |
| Clandestino                      | 2018     | -                         |
| Nada                             | 2018     | El Dorado                 |

## Турнета
- 1996 – 1997: Tour Pies Descalzos
- 2000: Tour Anfibio
- 2002 – 2003: Tour of the Mongoose
- 2006 – 2007: Oral Fixation Tour
- 2010 – 2011: The Sun Comes Out World Tour
- 2018: El Dorado World Tour
- 2021: The 2021 World Tour

## Продукти
Аромати
- 2009: Amuleto
- 2010: S
- 2011: S Eau Florale
- 2012: Elixir
- 2013: S Aquamarine
- 2013: Wild Elixir
- 2014: Blend a med 3d white luxe
- 2014: Activia